# علعلان
عَلْعَلان (الاسم العلمي: Tapiscia)، جنس نباتات مُزهرة من فصيلة العلعلانيات. تعترف بعض المراجع بنوع واحد فقط (Tapiscia sinensis)، في حين تعترف مراجع أخرى بنوعين (T. sinensis و T. yunnanensis)